# Osonilla
Osonilla es un despoblado español perteneciente al municipio de Tardelcuende, dentro de la provincia de Soria, comunidad autónoma de Castilla y León. Desde 2019 se encuentra despoblado.

## Historia
Ya estuvo habitado durante la época romana, habiéndose descubierto algunos restos que podían corresponder a una villa.
Durante Edad Media se fundó la localidad, dependiente de la villa de Soria, formando parte del Sexmo de Frentes. 
En 1286 la localidad fue donada por el rey Sancho IV en señorío a Pedro Martín de Soria, en agradecimiento por entregarle la espada Colada que perteneció a Rodrigo Díaz de Vivar El Cid. Este privilegio fue confirmado por su hijo Fernando IV.
El Censo de Pecheros de 1528, en el que no se contaban eclesiásticos, hidalgos y nobles, registraba la existencia de 23 pecheros, es decir, unidades familiares que pagaban impuestos.
A mediados del siglo XVIII el Catastro de Ensenada recoge que la aldea estaba en señorío de Juan Fernando de Uriarte, de Vitoria, casado con María Luisa Cereceda y Billanueva. Los Cereceda tenían intereses ganaderos y da la coincidencia que por delante de Osonilla pasa una vía pecuaria. La renta no era monetaria, sino en especie, constando de una parte de los distintos cultivos: trigo, centeno y cebada a los que se sumaban los capones.
En sus proximidades tuvo lugar en 1811 la batalla de Osonilla, durante la guerra de la Independencia.
A la caída del Antiguo Régimen la localidad se constituye en municipio constitucional, en la región de Castilla la Vieja, partido de Soria.
El Diccionario de Pascual Madoz, en torno a 1845-1850 indica que todavía era municipio. Contaba con un clima sano, su población era de 42 habitantes que vivían en 14 viviendas. La parroquia dependía de La Seca y contaba con una escuela de instrucción primaria. Económicamente, producía cereales, legumbres, contaba pastos para ganado lanar y vacuno e industria de corte y aserrado de maderas de sus bosques de pinos.
Cuando se realiza el censo de 1857 ya había perdido la condición de ayuntamiento, pasando a depender a Tardelcuende.

## Patrimonio
Su iglesia, bajo la advocación la Asunción de Nuestra Señora, de época medieval es de estilo Románico. Abandonada hacía mucho tiempo, estuvo en ruinas. Durante las obras de restauración se recuperaron de debajo del encalado, restos de pinturas góticas, bastante dañadas durante el tiempo en que no hubo techumbre. También cuenta con una capilla de finales del siglo XVIII destinada a sepultura de los señores de la localidad.